# 九七式車載重機関銃
九七式車載重機関銃（きゅうななしきしゃさいじゅうきかんじゅう）は、1930年代に開発・採用された大日本帝国陸軍の機関銃（車載重機関銃）。

## 概要

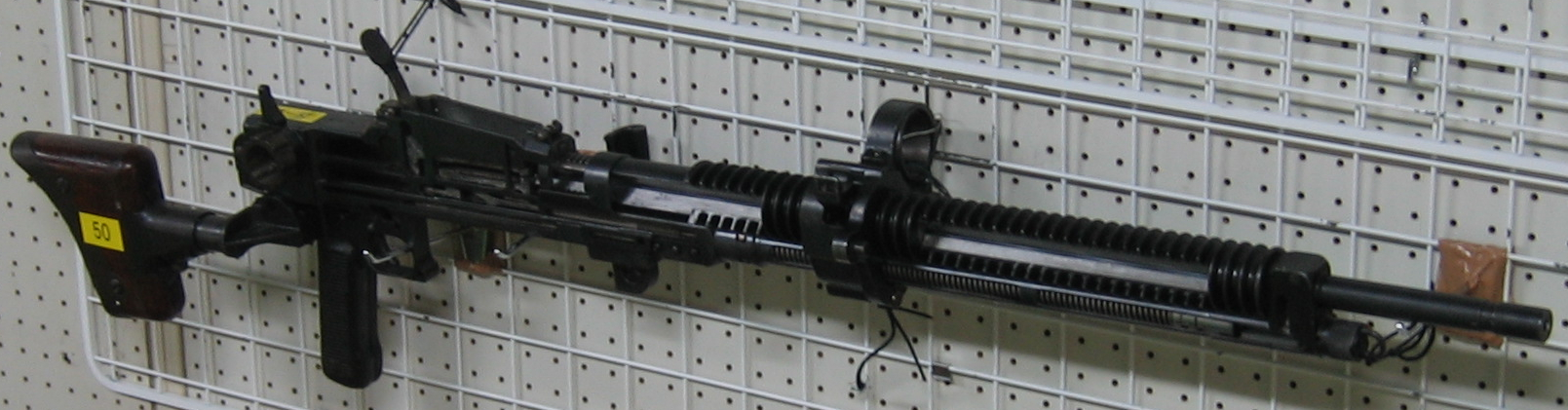
九七式車載重機
内部構造を示すために機関部・銃身・ガスチューブの一部が切り開かれている。また防弾器と照準眼鏡は外されている。

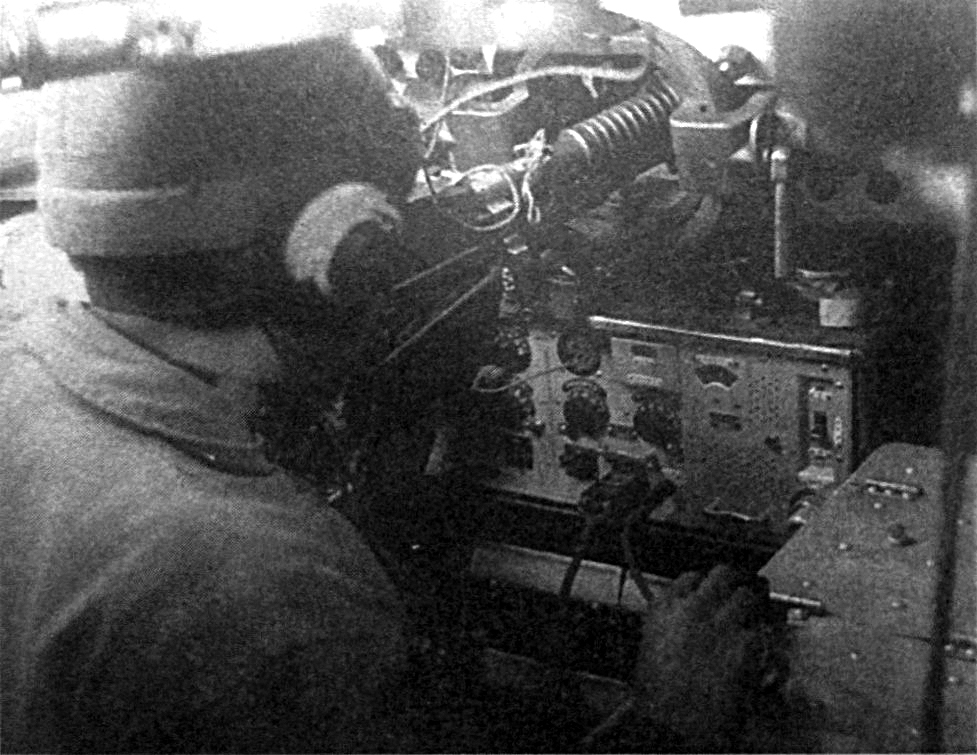
九七式中戦車車内における九七式車載重機。機銃手は無線手（通信手）を兼ねる。

従来、帝国陸軍において戦車・装甲車に搭載（車載）する小火器としては、十一年式軽機関銃を車載用に改良した九一式車載軽機関銃が開発・使用されていた。しかし、原型となった十一年式軽機がそうであったように、銃自体の不具合および口径6.5mmでは威力不足であったため、改善が求められた。
開発は1931年（昭和6年）7月から始まった。三年式機関銃を元にした最初の試作品は1934年（昭和9年）3月、改良された第二次試作品は同年11月に完成した。しかし、部隊における実用試験では不評であったため、第三次試作品として中国大陸で鹵獲されたチェコスロバキア製のZB26軽機関銃を原型とする、試製B号軽機関銃を改造した車載型「甲号」を作り上げた。そして、八九式旋回機関銃（十一年式軽機を元にした航空機搭載型）を元にした車載型「乙号」との比較試験の結果、「甲号」が有望とされ、改良された第四次試作品が1937年（昭和12年）7月に完成した。しかし、箱型弾倉に、歩兵部隊向けである九二式重機関銃の使用弾薬で半起縁式であった九二式実包を用いると作動不良が発生しやすかった。そこで、試作されていた新規格の無起縁式薬莢を用いたところ、快調に作動したため、1937年11月には九七式車載重機関銃として仮制式制定、翌1938年（昭和13年）2月に制式制定された。無起縁式薬莢を用いた新型弾薬も、九七式実包として制式制定されている。
本銃には、銃身とガスチューブの周りを覆う着脱可能な防弾器（重さ3.1kgの装甲カバー。銃身被筒）が取り付けられている。十一年式軽機関銃と同様に銃の右側へオフセットされた銃床は、狭い車内で扱いやすいよう短くされ、前後長さを微調整できるほか、基部を軸にして前方へ180度回転し、車内スペースをさらに節減することができる。銃床を前方へ向けた状態でも射撃は可能である。床尾の形状には2種類あり、後上端が面取りされているのが前期型、とがっているのが後期型である。復座バネの位置は、ZB26では固定式銃床の内部に収納されていたのに対し、本銃では回転式銃床を採用した都合上、ガスチューブ内部へ変更されている。照準眼鏡は倍率が1.5倍に設定されており、射手から見て銃の左上に配置され、接眼部には反動や車体の揺れから目を守るために厚いゴム製の緩衝環が付けられた。射手から見て銃の右上には照星と照門が配置され、照準眼鏡の破損時や、車外射撃の際に用いられた。給弾には20発入りの箱型弾倉を使用し、銃の真上から装着された。この方式は、一部で狭い車内での弾倉交換は不便だとの批判があったが、最後まで変更されることは無かった。弾倉を抜いた際に挿入口をふさぐため、手動で開閉できる保護カバーが設けられている。車内にて射撃する際には空薬莢が車内に散乱することを防止するために、銃の下側に「打殻受け」と呼ばれる袋を装着する。銃身の交換方法はZB26と同様だが、銃の左側面に照準眼鏡が置かれるため、これと干渉しないよう、銃身固定レバーはZB26の左側面から右側面へ変更された。これに伴い、銃身を取り外す際の固定レバー回転方向も、ZB26が射手から見て時計回りなのに対して反時計回りとなっている。ガスブロックはZB26の銃身先端付近からやや後方へ移され、ガス漏孔を多段調節できるガス規制子を有する。槓桿はZB26の右側面から左側面へ変更され、十一年式軽機のものに似た板状の手掛けを備える。
本銃を装備した車両には交換用の予備銃身・復座バネ・整備用具を収めた箱・二脚が載まれている。二脚は車体・砲塔より外した本銃を、軽機関銃として地上戦闘で使用する際に装着する。また、砲塔上部に高射機関銃架（対空機関銃架）がある場合、本銃を銃架に載せて対空・対地射撃を行うことができる。
本銃及び九一式軽車載機関銃は車体機関銃として使用した際に、搭載戦車の換気能力不足から機関銃手が一酸化炭素中毒に陥りやすく、特に雨天ではそれが顕著に現れた。。

### 搭載車両
本銃は1930年代後期以降の帝国陸軍主力車載機関銃として、主力新鋭機甲兵器である九五式軽戦車 ハ号・九七式中戦車 チハ・九七式軽装甲車 テケなどに搭載され、日中戦争（支那事変）から太平洋戦争（大東亜戦争、第二次世界大戦）終戦時に至るまで使用された。また、大戦後期に開発された三式中戦車 チヌ・四式中戦車 チト・五式中戦車 チリおよび、試製新砲戦車（甲） ホリなども本銃を搭載ないし搭載予定であった。また日本海軍でも海軍所属のハ号やチハ、テケに搭載され、海軍が開発した水陸両用戦車、特二式内火艇カミや特三式内火艇カチなどにも搭載された。

### 生産
量産は名古屋陸軍造兵廠（陸軍造兵廠名古屋工廠）で行われ、1944年（昭和19年）までに約18,000丁が生産された。本銃の後継として、1939年よりベルト給弾式（保弾帯）の試製重機関銃I型/II型（試製四式車載重機関銃）が開発・試作・試験されているが、実用化前に終戦を迎えている。

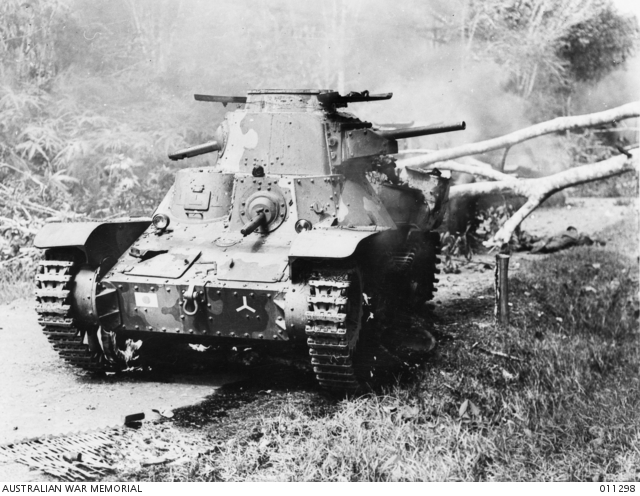
九五式軽戦車車体前部と砲塔後部の九七式車載重機
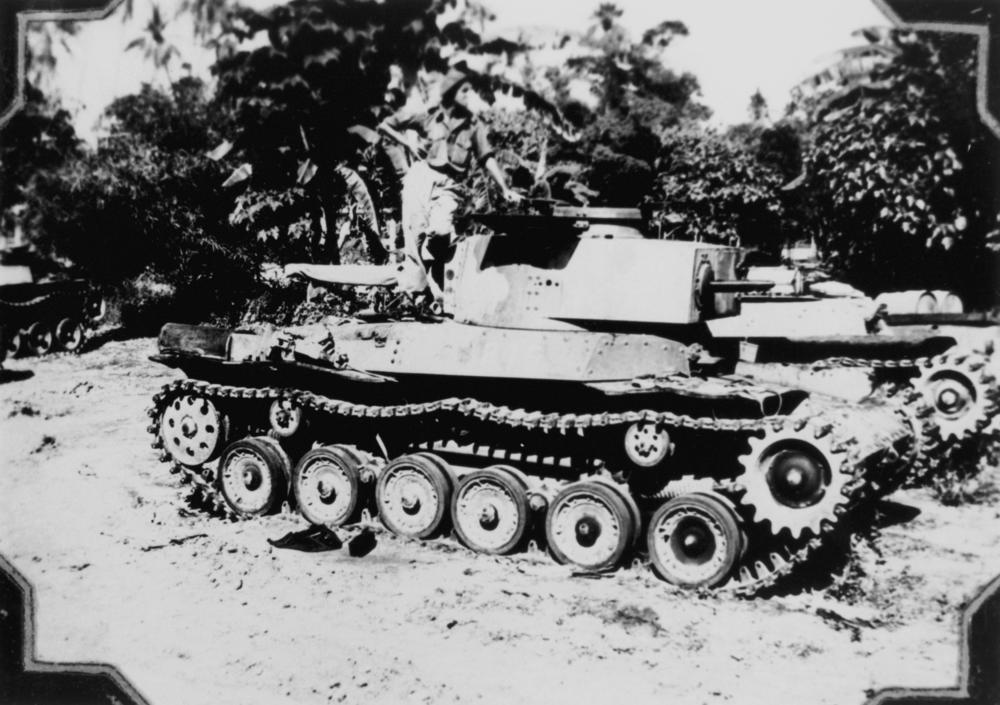
九七式中戦車（新砲塔）砲塔後部の九七式車載重機
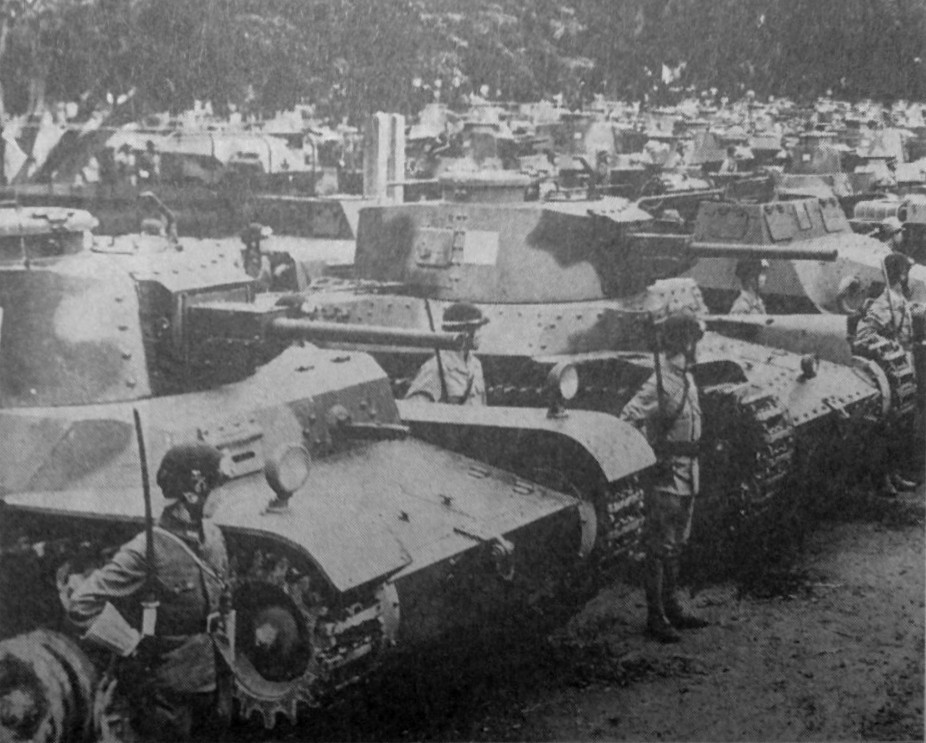
一式中戦車 チヘ車体前部の九七式車載重機および、砲塔上部の高射機関銃架（左手前車）
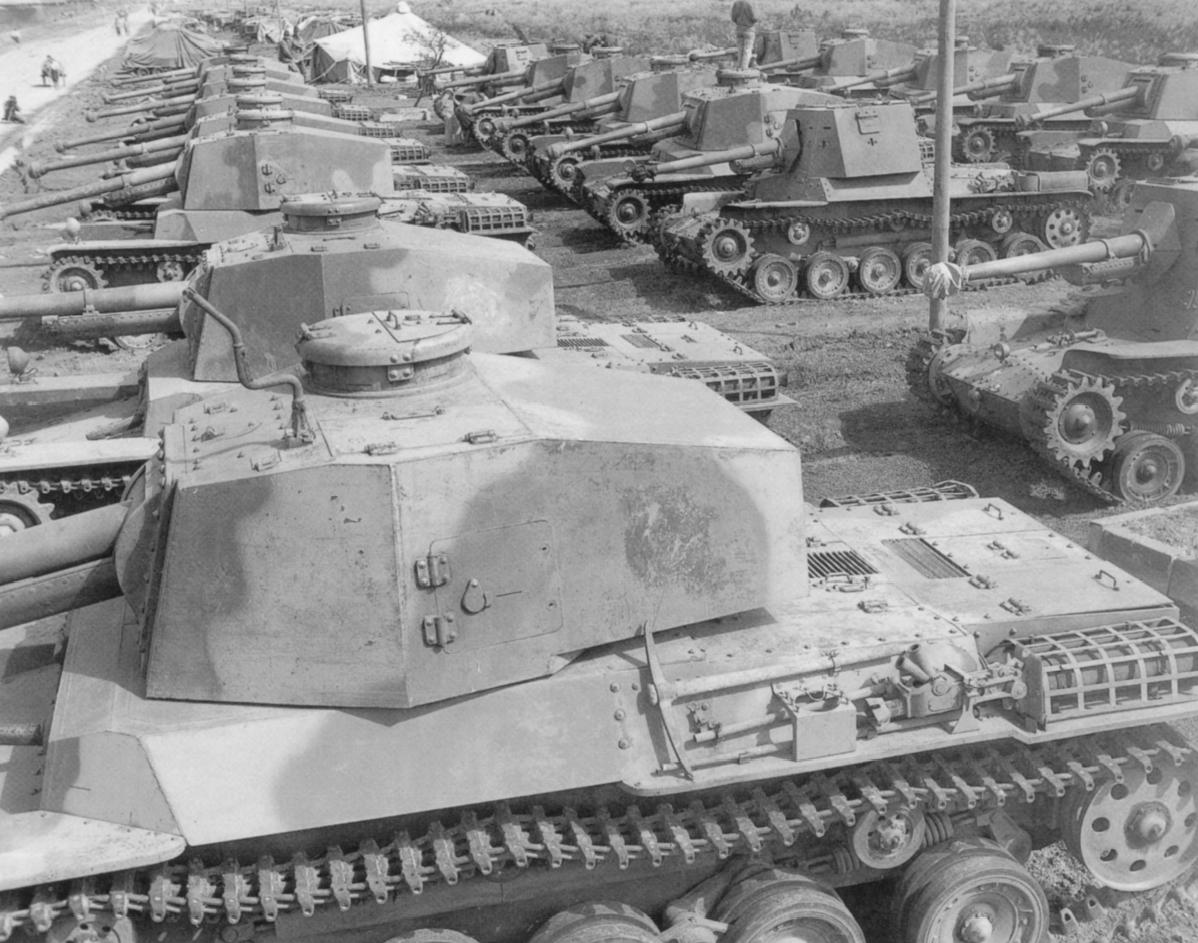
三式中戦車車体前部の九七式車載重機および、砲塔上部の高射機関銃架（左手前車）
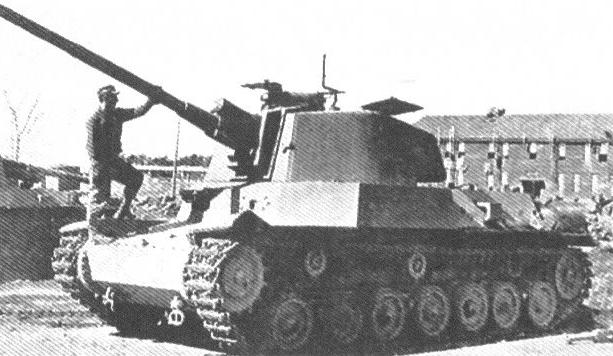
四式中戦車砲塔上部の高射機関銃架。車体前部の車載重機は外されている

## 登場作品

### 漫画
『零距離射撃88』
戦場まんがシリーズの一編。日本軍戦車兵が、たまたま本銃を外して整備中に戦車が破壊されて九死に一生を得、その後、地上戦闘に使用される。

### ゲーム
『バトルフィールドV』
チャプター5「太平洋の戦い」の第九週目に追加。援護兵用武器として使用可能。また、日本軍の戦車にも搭載されている。
『enlisted』
アップデートの太平洋戦線追加に伴い、軍事行動レベル20の兵器として登場。標準で眼鏡が装備されている。

### アニメ
『ガールズ＆パンツァー』
知波単学園の車輛、「九七式中戦車チハ」、「新砲塔チハ」と「九五式軽戦車」に搭載されている。